# جيمس جونز (لاعب رماية)
جيمس جونز هو لاعب رماية كندي، (و. 1874 – 1955 م).

## وصلات خارجية
- جيمس جونز على موقع أوليمبيديا (الإنجليزية)